# 李朝・暗行記
『李朝・暗行記』（りちょう・あんぎょうき）は、皇なつきによる日本の漫画作品。
1992年から1993年にかけて全3編が『ミステリーDX』（角川書店）に掲載された。
役人の不正を暴く国王直属の官吏、暗行御史・尹寿驥（ユン スキ）が地方を巡り、自身も暗い過去を持ちながらも懲罰していく物語。
- 鴛鴦恨（えんおうこん、『ミステリーDX』1992年5月号 掲載）
- 北辺の疾風（ほくへんのしっぷう、『ミステリーDX』1992年11月号 掲載）
- 身世打令（しんせたりょん、『ミステリーDX』1993年1月号 掲載）

## 単行本同時収録
貢院の鬼 -試験場に出る幽霊の話- （こういんのき -しけんじょうにでるゆうれいのはなし-）
商業誌未発表作品
郷試を受けるために首府へ来た若者・陳書海は、易者に「後ろに身ごもった姑娘（クーニャン＝若い娘）が憑いている」と言われる。最初は信じていなかった書海だが、易者自身が体験したという試験場に出る幽霊の話を聞き、観念したかのように、かつて自分が裏切った女のことを話し始める。

## 書誌情報
- 単行本：1993年7月、角川書店（あすかコミックスDX）、ISBN 4-04-852419-4、「貢院の鬼」収録
- 文庫本：2005年9月、潮出版社（潮漫画文庫）、ISBN 4-267-01731-X、「修善寺物語」収録